# Gego
Gego, właśc. Gertrud Louise Goldschmidt (ur. 1 sierpnia 1912 w Hamburgu, zm. 17 września 1994 w Caracas) – wenezuelska rzeźbiarka, artystka wizualna; rozpoznawalność przyniosły jej rzeźby i instalacje, które tworzyła w latach 60. i 70., określane przez artystkę jako Dibujos Sin Papel   (rysunki bez papieru) oraz Reticuláreas (sieci).

## Życiorys
Urodziła się 1 sierpnia 1912 r. w Hamburgu, w Niemczech, w rodzinie pochodzenia żydowskiego. Była szóstym z siedmiorga dzieci Eduarda Martina Goldschmidt i Elizabeth Hanne Adeline Dehn. W 1932 r. podjęła studia na wyższej szkole technicznej - Technische Hochschule w Stuttgarcie. Tam studiowała pod opieką znanego, niemieckiego architekta - Paula Bonatza. W 1938 r. obroniła dyplom ze specjalizacją: architektura i uzyskała tytuł inżyniera.
Po dojściu do władzy przez nazistów w Niemczech, w 1935 r. odebrano artystce niemieckie obywatelstwo. Kilka lat później, tj. w 1939 r. wraz z rodziną wyemigrowała do Wenezueli, a w 1952 r. otrzymała wenezuelskie obywatelstwo. W 1940 r. poznała urbanistę - Ernsta Gunza (przyszłego męża). Z jego udziałem stworzyła warsztat/studio Gunz, w którym projektowała meble i lampy. W latach 1958–1962 wykładała na Centralnym Uniwersytecie Wenezueli, na Wydziale Architektury i Urbanistyki, a w latach 1964 - 1977 w Instytucie Designu w Caracas. W placówce tej nauczał również architekt polskiego pochodzenia - Harry Abend. Gego prowadziła zajęcia zatytułowane „Formy dwu i trójwymiarowe” oraz „Rozwiązania Przestrzenne”, publikowała też artykuły naukowe. Po śmierci artystki odnaleziono zbiór, wcześniej nie upublicznionych dokumentów jej autorstwa - notatek, tekstów, wierszy, które opisane zostały przez nią jako Sabiduras - myśli zebrane.

## Twórczość

### Źródła
Kiedy Gego przybyła do Wenezueli, głównym trendem w myśleniu o sztuce i architekturze był w Ameryce Łacińskiej modernizm. Kierunek ten postrzegano, szczególnie w środowiskach politycznych, jako miernik rozwoju społecznego i gospodarczego. Rządy Państw Ameryki Południowej zachęcały więc artystów do zaangażowania się w projekty modernistyczne, zarówno w obszarze nauki, jak i przemysłu, czy architektury.
Niejako w opozycji do tego (środowiska desarrollista - zwolenników ruchu na rzecz rozwoju) rzeźbiarka podejmowała próby odnalezienia własnego języka. Twórczo dekonstruowała założenia kinetyzmu, konstruktywizmu czy abstrakcji geometrycznej. Interesowało ją przy tym głównie to, w jaki sposób materia wchodzi w relacje z przestrzenią i widzem oraz w jaki sposób może generować ruch. Pierwsze prace artystki powstają w latach 1956–1957 i są to kompozycje z papieru i tkaniny, animują je wenezuelscy artyści Alejandro Otero i Jesús Rafael Soto.

### Linie
W roku 1959 Gego wyjeżdża do Stanów Zjednoczonych i tam na Uniwersytecie Iowa uczęszcza na warsztaty Mauricio Lasansky'ego, uznawanego za jednego z ojców współczesnej grafiki. Od tego momentu Gego tworzy rzeźby z materiałów bardziej trwałych, jej prace stają się monochromatyczne. Jedną ze swoich pierwszych rzeźb - Esfera (1959) buduje z mosiądzu i stali. Rozmieszczone pod różnym kątem elementy konstrukcyjne tworzą wrażenie ruchu, nakładają się na siebie tworząc pola i linie. W pracy tej odnaleźć można inspiracje twórczością takich artystów jak Carlos Cruz-Diez i Jesus Rafael Soto.
Od połowy lat 60. artystka zaczyna rozwijać idee linii, jako osobnego dzieła. Dla Gego, linia stanowi nie tyle element pracy, co jej istotę. Wymowę linii ucieleśniają materiały, jakich rzeźbiarka używa do ich budowy: stali, ołowiu, nylonu i wielu innych. Linia stanowi w twórczości Gego fundament nie tylko dla rzeźb monumentalnych, ale również dla mniejszych form, takich jak Dibujos Sin Papel (rysunków bez papieru), powstałych w latach 70. Te ostatnie niewielkie prace, artystka tworzy ze skrawków metalu, zgiętych i splecionych razem, lekkich i efemerycznych.
Gego nie postrzegała siebie jako rzeźbiarki, tłumaczyła, że „rysuje linie, czasami na papierze, czasami w przestrzeni”. Kiedy w połowie lat 60. przebywała w Los Angeles, opublikowała serię litografii, zatytułowaną Autobiografia Linii (1966).

### Przestrzeń

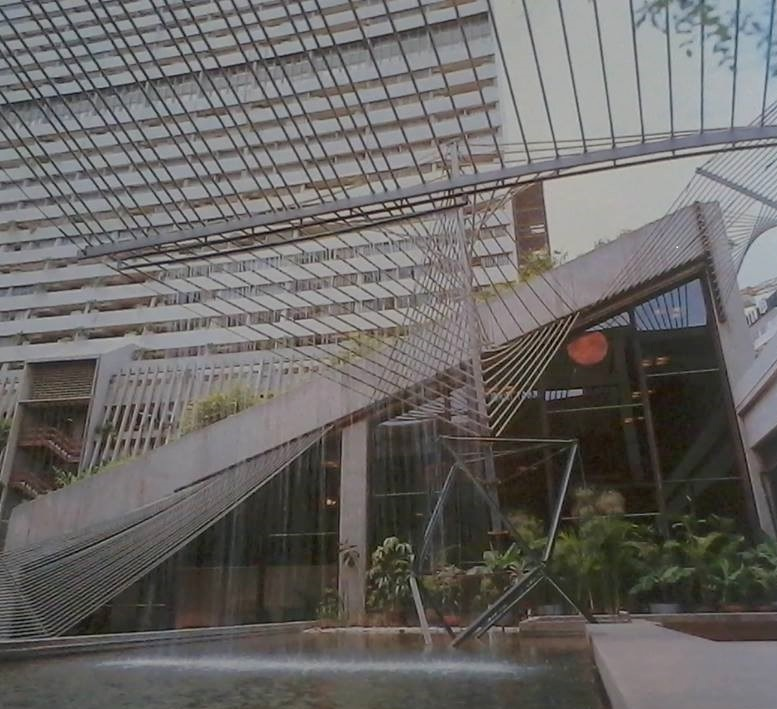
Gego, Estructuras Aéreas Ambientales, 1973

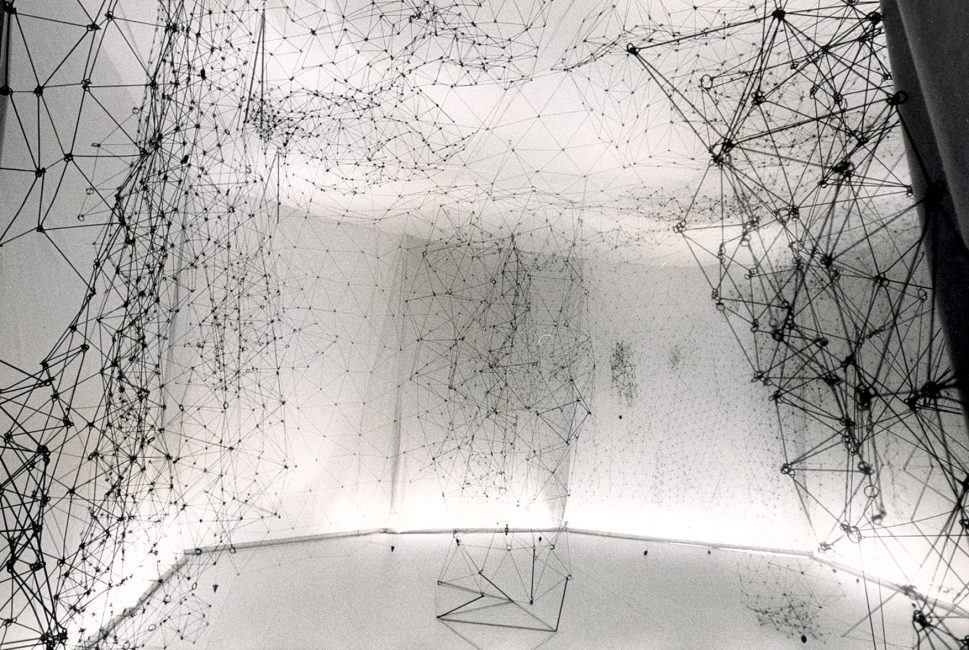
Reticularea, 1969

W 1969 r. Gego porzuca sztywne konstrukcje na rzecz miękkich, modułowych struktur, które tworzą sieci. W latach 70. i 80. powstają serie konstrukcji o nazwach: Reticuláreas, Troncos, Esferas, Chorros. Gego postrzega przestrzeń, jako formę samą w sobie. Elementem jej dzieł stają się nie tylko struktury materialne, ale również przestrzenie poza nimi (na zasadzie negatywu i pozytywu). Związek z przestrzenią wokół pracy ujawniają m.in. cienie siatki. W ten sposób artystka gra z ideą sztuki statycznej i ruchomej. Elementem niezmiennym pozostaje zawsze materia, tym co się zmienia są cienie oraz przestrzeń wokół konstrukcji. W latach 1988–1991 Gego tworzy rzeźby skonstruowane ze splątanych pasków papieru (Tejaduros), w których idea spotkania z przestrzenią syntetyzuje się.

### Reticuláreas
Znakiem rozpoznawczym w twórczości rzeźbiarki jest seria prac zatytułowanych Reticuláreas. Pierwsze z nich powstały w roku 1969. Zainstalowane zostały wówczas w Muzeum Sztuk Pięknych w Caracas. Kilka miesięcy później, w listopadzie tego samego roku, Gego wystawia nową Reticulárea w Centre for Interamerican Relations Art Gallery w Nowym Jorku. Reticuláreas w wyniku połączenia dużej ilości kawałków aluminium i stali przypominają kształtem przestrzenne pajęczyny.

## Życie osobiste
W 1940 r. Gego poznaje Ernesta Gunz, z którym pracuje w studiu projektowania mebli i lamp. W 1940 r. para bierze ślub, a w 1942 roku rodzi im się syn Tomasz, w 1944 r. córka Barbara. Po ponad 10 latach małżeństwo rozpada się. W 1952 r. rzeźbiarka poznaje grafika Gerda Leuferta, z którym pozostaje w związku do końca życia.

## Wybrane wystawy

### Wystawy indywidualne
- 1958 - Gego: Sculptures and Gouaches, Liberia Cruz del Sur, Caracas, May 9–24
- 1964 - Lines and interlines: Engravings and Drawings by Gego, Museo de Bellas Artes, Caracas, February 2–16
- 1967 - Gego: Sculptures. 1957-1967, Biblioteca Luis Angel Arango, Bogota, June 8–30
- 1968 - On Paper: Lithographs by Gego, Museo de Bellas Artes, Caracas, November
- 1969 - Reticulárea, Museo de Bellas Artes, Caracas, June–July
- 1970 - Gego Drawings, The Graphic Gallery, San Francisco, May 1–17
- 1971 - Gego: Sculpture and Drawing, Betty Parsons Gallery, New York, April 13-May 1
- 1972 - Structures Double Curves, Galeria Conkright, Caracas
- 1973 - Recent Drawings, Galeria Conkright, Caracas
- 1975 - Gego: Drawings for Projects, Instituto de Diseno, Fundacion Neumann, Caracas, May 6–20
- 1977 - Gego, Museo de Artes Contemporaneo de Caracas Sofia Imber, September
- 1980 - Variations on Reticuláreas, Sala Cadafe, Museo de Arte Contemporaneo de Caracas Sofia Imber, May
- 1981 - Reticulárea, Permanent Installation, Sala Gego, Galería de Arte Nacional, Caracas
- 1982 - Watercolors by Gego, Galería de Arte Nacional, Caracas, Jul 4-Aug 8
- 1984 - Gego: Drawings without Paper, Museo de Bellas Artes, Caracas, June–August
- 1988 - Gego: Recent Works, Galeria Sotavento, Caracas, March
- 1994 - Gego: A Look at Her Work, Museo de Arte Contemporaneo de Caracas Sofia Imber, November
- 1996 - Gego: Drawings, Engravings, Weavings, Centro Cultural Consolidado, Caracas, September–November
- 2000-01 - Gego: 1955-1990, Museo de Bellas Artes, Caracas October–March
- 2002-03 - Questioning the Line: Gego, a Selection, 1955-1990, Museum of Fine Arts, Houston
- 2005 - Gego: Between Transparency and the Invisible, Museum of Fine Arts, Houston, June 26-September 25
- 2007 - Gego: Between Transparency and the Invisible, The Drawing Center, New York, April 21- July 21
- 2011 - Gego: Prints and Drawings 1963-1991, Frederico Seve Gallery, New York, May 24 - August 18, 2011
- 2012 - Gego: Origin and Encounter, Mastering the Space, Americas Society, New York, September 29 - December 8
- 2014 - Gego: Line as Object, Henry Moore Institute, Leeds, July 21- October 19
- 2017 - Between the Lines: Gego as Printmaker, Amon Carter Museum of American Art, Fort Worth, February 7 - August 6, 2017

### Wystawy grupowe
- 1954: XV Salón Oficial Anual de Arte Venezolano, Museo de Bellas Artes, Caracas
- 1955: Venezolanische Impressionen 1954, Galerie Wolfgang Gurlitt, Munich
- 1959: Pintura y escultura de profesores de la Faculdad de Arquitectura, Universidad Central de Venezuela, Caracas
- 1960: Recent Sculpture, David Herbert Gallery, New York
- 1960/1961: Section Eleven (New Names), Betty Parsons Gallery, New York
- 1963: Pintura geométrica venezolana 1950–1960, Galería de Arte del INCIBA, Caracas
- 1964: One Hundred Contemporary Prints – Pratt Graphic Art Center, Jewish Museum, New York
- 1965: The Responsive Eye, The Museum of Modern Art, New York
- 1966: Art of Latin America since Independence, Yale University Art Gallery, New Haven
- 1967: Recent Latin American Art, The Museum of Modern Art, New York
- 1968: New Dimension in Lithography. An Exhibition Recently Selected from the Tamarind Lithography Workshop, Fisher and Quinn Galleries, Southern California University
- 1969: El arte cinético y sus orígenes, Ateneo de Caracas, Caracas
- 1969/1970: Latin America. New Paintings and Sculpture. Juan Downey, Agustín Fernández, Gego, Gabriel Morera, Center for Inter-AmericanRelations Art Gallery, New York
- 1971: Tamarind. A Renaissance of Lithography. A Loan Exhibition from the Tamarind Lithography, International Foundation, California
- 1975: Relaciones y contrastes en la pintura venzolana, Museo de Bellas Artes, Caracas, Gego, Otero y Negret, Galería Adler Castillo, Caracas
- 1976: Las artes plásticas en Venezuela, Museo de Bellas Artes, Caracas
- 1978: Pequeña historia del dibujo en Venezuela, Estudio Actual, Caracas
- 1982: Spielraum – Raumspiele, Alte Oper, Frankfurt am Main
- 1986: Caracas urbana, Museo de Arte La Rinconada, Caracas
- 1988–1990: The Latin Spirit. Art and Artists in the United States 1920–1970, The Bronx Museum of Art, New York
- 1992: Latin American Artists of the Twentieth Century, Plaza de Armas, Sevilla
- 1996/1997: Inside the Visible. An Elliptical Traverse of 20th Century Art (in, of, and from the Feminine), The Institute of Contemporary Art, Boston
- 1997–1999: Re-Aligning Vision. Alternative Currents in South American Drawing, The Neighborhood Museum, New York
- 1999/2000: The Experimental Exercise of Freedom. Lygia Clark, Gego, Mathias Goeritz, Hélio Oiticica and Mira Schendel, The Museum of Contemporary Art, Los Angeles
- 2000: Force Fields. Phases of the Kinetic, Hayward Gallery, London
- 2000/2001: Heterotopías. Medio siglo sin lugar 1918–1968, Museo Nacional Centro de Arte Reina Sofía, Madrid
- 2001: Geometric Abstraction. Latin American Art in the Patricia Phelps de Cisneros Collection, Fogg Art Museum, Harvard University.
- 2013: „Zero” Museu Oscar Niemeyer (in collaboration with D.O.P. Foundation and The Goethe Institut), Curitiba, Brazil.
- 2013/2014: Zero Iberê Camargo Foundation (in collaboration with D.O.P. Collection and The Goethe Institut), Porto Alegre, RS, Brazil.
- 2014: Zero Pinacoteca do Estado de São Paulo (in collaboration with D.O.P. Foundation, The Goethe Institut, Prohelvetia & Alliance), São Paulo, Brazil.
- 2016: Revolution in the Making: Abstract Sculpture by Women, 1947–2016, Hauser, Wirth & Schimmel, Los Angeles
- 2016: Unfinished: Thoughts Left Visible, The Met Breuer, New York

## Prace
- Vibration in Black, 1957, Painted Aluminum, Fundacion Gego, Caracas
- Split, 1959, Stainless Steel, Dorothea and Leo Rabkin, New York
- Eight Squares at the Museum of Modern Art, 1961
- Untitled, 1962–1970, Ink on Cardboard, Fundacion Gego, Caracas
- Torrecilla, 1965–66, Painted stainless steel wire and Iron construction sculpture, Colección D.O.P., Madrid.
- Autobiography of Line, Chinese Ink on Japanese paper, folded and bound, cardboard cover book, Fundacion Gego, Caracas
- Tamarind Series, 1966, Lithographs, Fundacion Gego, Caracas
- Cornice 1, 1967, (Large installation in 6 pieces), each piece: Painted stainless steel and bronze wire construction, Colección D.O.P., Paris.
- Untitled at the Museum of Modern Art, 1970
- Square Reticularea 71/6 at the Museum of Modern Art, 1971
- Reticulárea cuadrada 71/6 [Square Reticulárea] at The Met Breuer, 1971
- Stream no.7 at the Museum of Modern Art, 1971
- Square Reticulárea, 1971–1976, Steel rods, assembled lead, Fundacion Gego, Caracas
- Reticulárea, 1971–1976, Steel wire, nylon, leader sleeves, Fundacion Cisneros, Caracas
- Untitled 73/13 at the Museum of Modern Art, 1973
- Untitled 73/14 at the Museum of Modern Art, 1973
- Untitled 73/15 at the Museum of Modern Art, 1973
- Untitled 73/16 at the Museum of Modern Art, 1973
- Untitled 73/17 at the Museum of Modern Art, 1973
- Reticularea at the Museum of Modern Art, 1973-1976
- Drawing Without Paper Series, 1976–1989, Stainless steel, steel rods, crystal beads, painted iron, metal chains, copper wire, Various owners
- Trunk, 1977, Steel wire, metal rods, leader sleeves, Fundacion Gego, Caracas
- Untitled at the Museum of Modern Art, 1980
- Reticulárea Circular (gato o rosa), 1981, Watercolor on Arches, Fundaciòn D.O.P., Madrid
- Drawing without Paper 84/25 and 84/26 at the Museum of Modern Art, 1984 and 1987
- Drawing without Paper 85/19 at the Museum of Modern Art, 1985
- Cornice 2 (Drawing without paper N°88/37), 1988, Metallic pieces, stainless steel, nylon, lead, Fundacion Cisneros, Caracas
- Ledge II, no. 88/37 at the Museum of Modern Art, 1988
- Stream Reticulárea, 1988, Steel wires of different thickness, Banco Mercantil, Caracas
- Weaving 89/21 at the Museum of Modern Art, 1989
- Weaving 90/36 at the Museum of Modern Art, 1990